# Henri Hisquin
Pour les articles homonymes, voir Hisquin.
Henri Hisquin est un romancier et conteur nivernais né à Champlemy (Nièvre) le 10 octobre 1896 et mort à Paris 14e le 9 août 1975.
D'origine très modeste (son père était domestique et sa mère lingère), il fut mobilisé pendant la Première Guerre à sa sortie de l’École Normale d’Instituteurs. Officier, blessé sur le front, il fut nommé instituteur après la Guerre à Charenton-le-Pont puis à Paris. Rapidement détaché dans les services administratifs, puis mis à la retraite en tant qu’ancien combattant, il commença une carrière d’écrivain.
Une première nouvelle, Loin du ciel, fut publiée en 1924 dans la revue Les Marges. Parurent ensuite trois romans, tous situés dans le milieu de la campagne nivernaise : La Concession perpétuelle n°314 (Ed. Rieder, 1929), La Hantise du sol (Ed. La Nouvelle Revue Critique, 1932), Plaisirs des Paysans (Ed. des Cahiers du Centre, 1936). D’autres contes, comme Cornenciel et Cornencul, parurent à plusieurs reprises dans les éditions du Journal du Centre, ou dans Les Œuvres libres, comme Les Processionnaires, en 1960.
Henri Hisquin a été en relation suivie avec des écrivains de l’entre-deux guerres, en particulier Romain Rolland, avec qui il entretint une correspondance conservée aux Archives de la Nièvre. Il fut également proche de Henri Bachelin, d'Édouard Peisson et du milieu littéraire parisien qui fréquentait la Brasserie Lipp ; il participa ainsi à la brochure d’hommages après le décès de son directeur, Marcellin Cazes (créateur du Prix Cazes en 1935).